# 우크라이나 군사위원회

키이우시 TCC 및 SP(군사위원회)의 어깨패치 모습.

우크라이나 군사위원회(우크라이나어: Військові комісаріати 비스코비 코미사리아티[*])는 우크라이나의 지방 군사행정기관이다.
2022년 2월부터는 군사위원회가 지역 모병 및 사회지원 센터(TCSPS) 로 전환되었다.

## 같이 보기
- 군사위원회
- 우크라이나 영토방위군
- 지역 모병 및 사회지원 센터